# NGC 6941
NGC 6941 في الفهرس العام الجديد، هي مجرة، تقع في كوكبة العقاب. اكتشفت في 29 أغسطس 1867 بواسطة إدوارد ستيفان.

## روابط خارجية
- NGC 6941 على موقع ويكي سكاي: DSS2, SDSS, GALEX, IRAS, Hydrogen α, X-Ray, Astrophoto, Sky Map, Articles and images